# Gurza
Gurza é um prato típico da Culinária do Azerbaijão.  Consiste em pasteis de massa de farinha de trigo recheados com carne de borrego e cozidos. Assim como a Rússia tem os pelmeni, a Geórgia tem os khingali e vários países da Ásia Central e Menor têm os manti, o Azerbaijão tem os gurza e os dushbara. Os gurza são maiores que os dushbara e normalmente não são servidos em caldo; o recheio pode incluir canela, ou esta ser polvilhada sobre os pasteis na altura de servir. 
Servem-se com iogurte misturado com alho picado.